# Vertisol

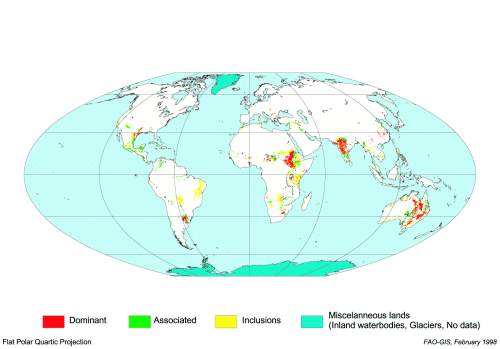
Regiuni cu vertisoluri.

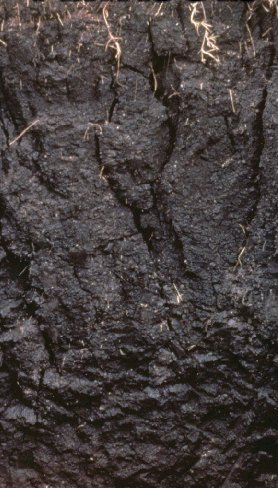
Vertisol cu fisuri tipice de contracție cauzate de peloturbație

Noțiunea de Vertisol se referă la soluri cu un conținut ridicat de argile umflabile. Ele sunt un ordin al USDA Soil Taxonomy și un grup de referință al World Reference Base for Soil Resources (WRB). Ele se găsesc în întreaga lume în regiunile cu fluctuații sezoniere ale precipitațiilor, cum ar fi în estul Australiei, Sudan, Sudanul de Sud și Etiopia (aici cunoscute cu numele din engleză black cotton soil), Texas sau Podișul Deccan din India.
În funcție de umiditate, vertisolurile se umflă sau se contractă. În perioadele secetoase, contracția mineralelor argiloase poate forma în pământ fisuri verticale cu o adâncime de mai mulți metri. Această proprietate specială se datorează cantităților mari de minerale argiloase umflabile, mai ales montmorillonit.
În subsol se formează și agregate în formă de pană care sunt înclinate cu 10 până la 60 de grade față de orizontală. Pe multe suprafețe agregate apar suprafețe strălucitoare cu caneluri individuale. Astfel de suprafețe se numesc slickensides. Un orizont cu aceste proprietăți este definit în WRB ca un orizont vertic de diagnostic.
Vertisolurile se formează direct din roci foarte bogate în argilă prin hidroturbație, sunt de obicei neutre sau ușor acide și sunt adesea destul de adânci.
Vegetația naturală a vertisolurilor este formată din ierburi sau pădure.
Aproximativ 3,2 milioane km2 sau aproape 2,5% din suprafața uscatului neacoperit de gheață din întreaga lume sunt acoperite de vertisoluri.

## Clasificare
Soil Taxonomy distinge șase subordine ale vertisolurilor:
- Aquert
- Cryert
- Xerert
- Torrert
- Ustert
- Udert